# Sofia Lundgren
Sofia Viktoria Katarina Lundgren (* 20. September 1982 in Umeå) ist eine ehemalige schwedische Fußballspielerin. Die Torhüterin debütierte 2002 in der schwedischen Nationalmannschaft, für die sie bis 2013 spielte.

## Karriere

### Vereine

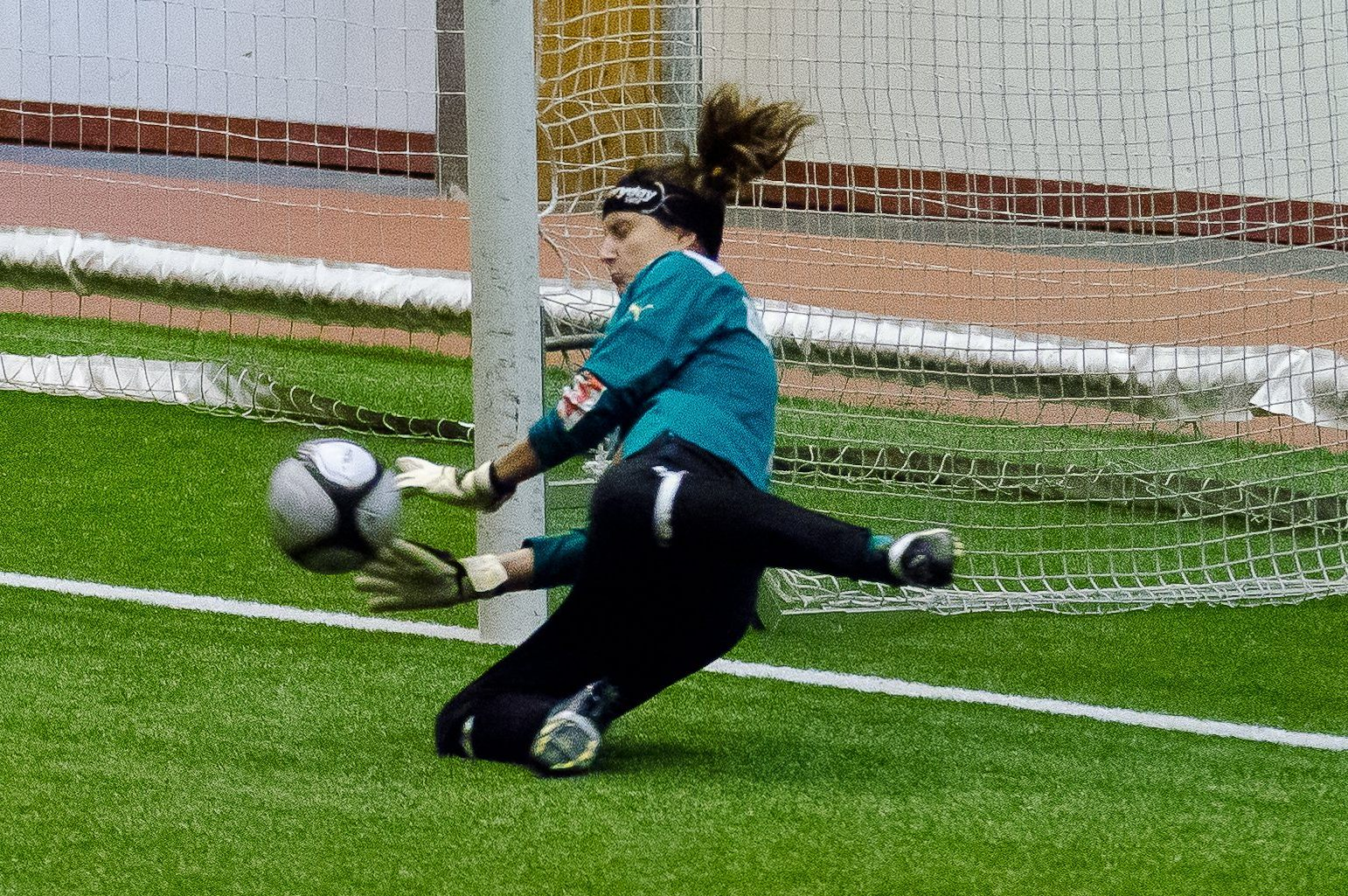
Lundgren in einem Spiel gegen Tyresö FF

Die 172 cm große Torhüterin spielte zunächst bei verschiedenen Vereinen in ihrem Heimatort Umeå, wechselte dann zum Hauptstadtclub AIK Solna und spielte von 2009 bis 2014 für den Linköpings FC, mit dem sie 2009 die Meisterschaft und 2010 den Supercup gegen ihren vorherigen Verein gewann. In der UEFA Women’s Champions League 2009/10 erreichte Sofia Lundgren nach zwei Siegen ohne Gegentor im Sechzehntelfinale das Achtelfinale, wo sie nach einem 1:1-Auswärtsremis das Heimspiel mit 0:2 gegen den FCR 2001 Duisburg, Gewinner des Vorgängerwettbewerbs, verloren. Ein Jahr später erreichten sie das Viertelfinale, wo sie gegen die Frauen des FC Arsenal nach einem Auswärts-1:1 und einem 2:2 im Heimspiel aufgrund der Auswärtstorregel ungeschlagen ausschieden. Nach fünf Spielzeiten in Linköping folgten nach einer verletzungsbedingten einjährigen Pause zwei Einjahresengagements bei Hammarby IF sowie dem FC Rosengård, für den sie auch noch zwei Spiele in der UEFA Women’s Champions League 2015/16 gegen den 1. FFC Frankfurt bestritt. Nachdem beide ihre Auswärtsspiele mit 1:0 gewonnen hatten, verloren sie aber im Elfmeterschießen. Im Januar 2017 beendete Lundgren ihre Karriere als Spielerin.

### Nationalmannschaft
Ihr Debüt in der Nationalmannschaft gab Sofia Lundgren am 5. März 2002 beim 6:3 beim Algarve-Cup gegen England. Sie nahm an der WM 2003 als Ersatztorhüterin teil und kam im letzten Gruppenspiel beim 2:1 gegen Brasilien zum Einsatz. Als Ersatztorhüterin ohne Einsatz gehörte sie auch zum Kader für die WM 2007. Für die WM 2011 war sie ebenfalls nominiert, wurde aber nicht eingesetzt. Lundgren stand im schwedischen Kader für die Olympischen Spiele 2012, kam aber nicht zum Einsatz. Ohne Einsatz gehörte sie auch zum Kader für die EM 2013 in ihrer Heimat. Ihr letztes Länderspiel bestritt Lundgren kurz vor der EM am 19. Juni 2013 gegen Brasilien, das 1:1 endete.

## Erfolge
- 2009: Schwedische Meisterin (mit Linköpings FC)
- 2015/2016: Schwedische Pokalsiegerin (mit FC Rosengård, ohne Finaleinsatz)
- 2010 und 2016: Schwedische Supercup-Gewinnerin (mit Linköpings FC und ohne Einsatz mit dem FC Rosengård)
- Dritte der Weltmeisterschaft 2011 (ohne Einsatz)

## Auszeichnungen
2010 wurde Sofia Lundgren zu Schwedens bester Torhüterin gewählt.